# Kutalanjoki
La rivière de Kutala (finnois : Kutalanjoki) est une rivière à Hämeenlinna  en Finlande.

## Géographie
La Kutalanjoki est une rivière qui relie le lac Katumajärvi au lac Vanajavesi. La rivière est considérée comme un petit plan d'eau important
Elle est dans son état naturel et en été, des arbustes poussent sur ses rives et abritent de nombreux oiseaux nicheurs.
Un sentier couvert de caillebotis longe la rive du lac Katumajärvi et un ponceau traverse la rivière Kutalajoki du côté du lac.
L'itinéraire est accessible depuis la plage d'Idänpää.